# Santeri Kallio
Santeri Kallio (ur. 6 maja 1974) – fiński muzyk, kompozytor i multiinstrumentalista, a także producent muzyczny i inżynier dźwięku. Santeri Kallio znany jest przede wszystkim z występów w zespole Amorphis, którego jest członkiem od 1999 roku. Wraz z grupą nagrał osiem albumów studyjnych, a także uzyskał nagrodę fińskiego przemysłu fonograficznego Emma-gaala. Również od 1999 roku występuje równolegle w formacji Verenpisara. Wcześniej był członkiem zespołu Kyyria.

## Dyskografia
| - Kyyria - Blessed Ravings (1995, Zen Garden) - Kyyria - Alien (1997, Spinefarm Records) - Kyyria - Inner Wellness (1998, GUN Records) - Amorphis - Tuonela (1999, Relapse Records, gościnnie) - Amorphis - Am Universum (2001, Relapse Records) - Verenpisara - Aamunodottaja (2002, Terrier) - Amorphis - Far from the Sun (2003, Virgin, EMI) - Verenpisara - Happosadetta (2003, Terrier) - Chaosbreed - Brutal (2004, Century Media Records, inżynieria, miksowanie) |  | - Charon - Songs for the Sinners (2005, Spinefarm Records, gościnnie) - Verenpisara - Irtileikattu (2005, Ranka Recordings) - Amorphis - Eclipse (2006, Nuclear Blast Records) - Amorphis - Silent Waters (2007, Nuclear Blast Records) - Amorphis - Skyforger (2009, Nuclear Blast Records) - Waltari - Covers All! - 25th Anniversary Album (2011, Stupido Records, produkcja, miksowanie) - Amorphis - The Beginning of Times (2011, Nuclear Blast Records) - Hevisaurus - Räyh! (2011, Sony Music Entertainment, gościnnie) - Amorphis - Circle (2013, Nuclear Blast Records) |